# Sveriges fotbollslandslag i OS 1992
Sveriges fotbollslandslag i OS 1992 utgjordes av Sveriges U21-landslag som året innan i sin kvalgrupp lyckats kvalificera sig till OS i Barcelona 1992. Tomas Brolin hade etablerat sig i A-landslaget redan 1990 och var 22 år då OS-turneringen avgjordes, men kunde delta i truppen eftersom det var tillåtet att ta med tre överåriga spelare.

## Truppen
1. Jan Ekholm
2. Magnus "Ölme" Johansson
3. Joachim Björklund
4. Filip Apelstav
5. Niclas Alexandersson
6. Håkan Mild
7. Patrik Andersson
8. Stefan Landberg
9. Christer Fursth
10. Johnny Rödlund
11. Tomas Brolin
12. Håkan Svensson
13. Jesper Jansson
14. Jörgen Moberg
15. Björn Lilius
16. Henrik Nilsson
17. Anders Andersson
18. Pascal Simpson
19. Niklas Gudmundsson
20. Jonas Axeldahl

- Förbundskapten: Nisse Andersson

## Sveriges matcher
26 juli 1992 Sania Stadium, Barcelona SVERIGE  0 PARAGUAY 0
- Sverige: Ekholm - Johansson, Andersson, Björklund, Apelstav - Alexandersson (78'Jansson), Landberg, Mild, Fursth  - Brolin, Rödlund (70'Simpson).

28 juli 1992 Nova Creu Alta Stadium, Sabadell SVERIGE 4 (Brolin 14' 69', Mild 20', Rödlund 56') MAROCCO  0  
- Sverige: Ekholm - Johansson, Andersson, Lilius, Björklund - Alexandersson (72'Gudmundsson), Mild, Landberg, Fursth  - Brolin, Rödlund (75'Axeldal).

30 juli 1992 Sarria Stadium, Barcelona SVERIGE  1 (Rödlund 52') SYDKOREA 1 (Seo Jung-Won 28')  
- Sverige: Ekholm - Johansson, Andersson, Lilius, Björklund - Alexandersson, Mild, Landberg (83'Jansson), Fursth (72'Gudmundsson) - Brolin, Rödlund.

KVARTSFINAL:  
2 augusti 1992 Camp Nou, Barcelona SVERIGE 1 (Andersson 60') AUSTRALIEN  2 (Markovski 30', Murphy 53') 
- Sverige: Ekholm - Johansson, Andersson, Lilius, Björklund - Landberg, Jansson (59'Axeldal), Mild, Fursth - Rödlund, Brolin (30'Gudmundsson).[6][7][8][9]